# Ulica Krzywopoboczna w Warszawie
Ulica Krzywopoboczna – jedna z ulic warszawskiego osiedla Mariensztat, biegnąca od zbiegu ulic ul. Sowiej i ul. Garbarskiej ku ul. Źródłowej. Wyznacza północną pierzeję rynku Mariensztackiego.

## Historia
Ulica Krzywopoboczna, nosząca niegdyś miano Bocznej, powstała w roku 1762 wraz z utworzeniem jurydyki Mariensztadt. Pierwotnie biegła aż do Wisły; wkrótce jednak została skrócona do odcinka Źródłowa – Grodzka. Zabudowa strony miała charakter dworkowy, i po części były to obiekty drewniane; ze zbiegu z Grodzką wznosiły się klasycystyczne stajnie zamkowe, wybudowane według projektu Dominika Merliniego w roku 1780; pierwszą i jedyną kamienicę przy ulicy Krzywopobocznej wzniesiono dopiero w roku 1860. Do czasu budowy Arkad Kubickiego w latach 1818-21 alejkę biegnącą u ich podstawy była przedłużeniem Krzywopobocznej do ul. Bugaj; zlikwidowano ją dopiero pod koniec XIX wieku.
W latach 1938–39 jedyna przy ulicy kamienica została częściowo rozebrana; być może miano ją zastąpić innym obiektem, jednak wybuch wojny przerwał te prace. Zabudowa okolicy została zniszczona w roku 1944; resztki stajni rozebrano około roku 1948, wraz z budową Trasy W-Z. Ulica zmieniła wtedy swój przebieg, znajduje się dziś nieco na południe od dawnej lokalizacji.